# Geophis dunni
Geophis dunni es una especie de Serpentes de la familia Dipsadidae.

## Distribución geográfica
Es endémica de Nicaragua.